# Odenwald Faserplattenwerk

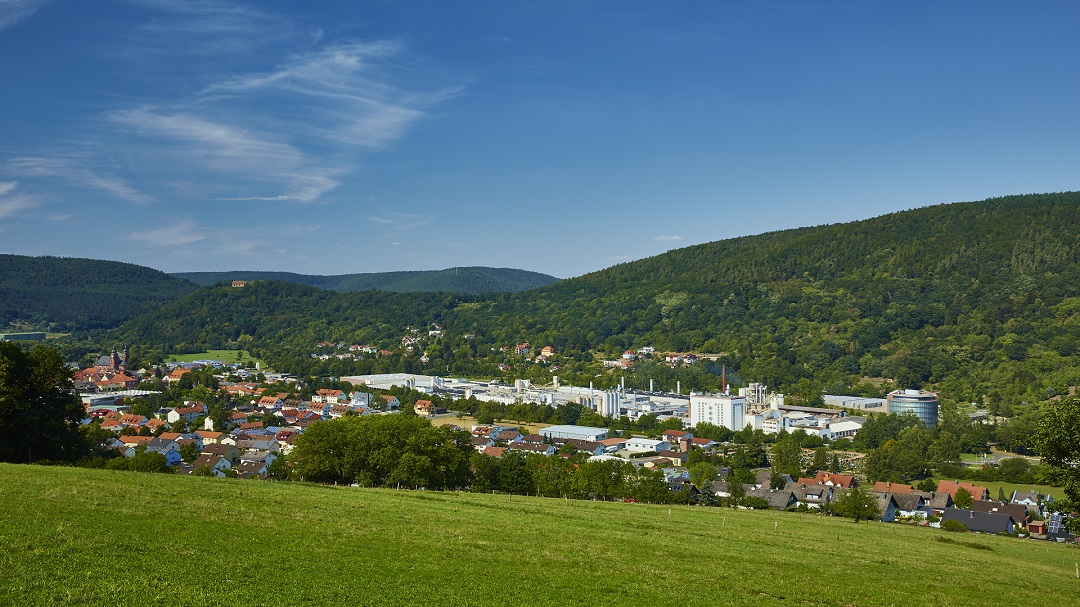
Zentrale Odenwald Faserplattenwerk GmbH in Amorbach

Die Odenwald Faserplattenwerk GmbH (OWA) ist ein deutscher Hersteller von Mineralplatten mit Sitz im unterfränkischen Amorbach (Bayern). Die Produkte und Lösungen für abgehängte Raumdecken stellt OWA selbst her. OWA-Deckensysteme werden international über eigene Vertriebs- und Beteiligungsgesellschaften sowie freie Handelspartner vertrieben.
OWA ist ein Familienunternehmen und befindet sich zum Großteil im Besitz der Nachkommen des Gründers Friedrich-Karl Rogge. 2014 wurde der Übergang in die dritte Gründergeneration eingeleitet.

## Unternehmensgeschichte

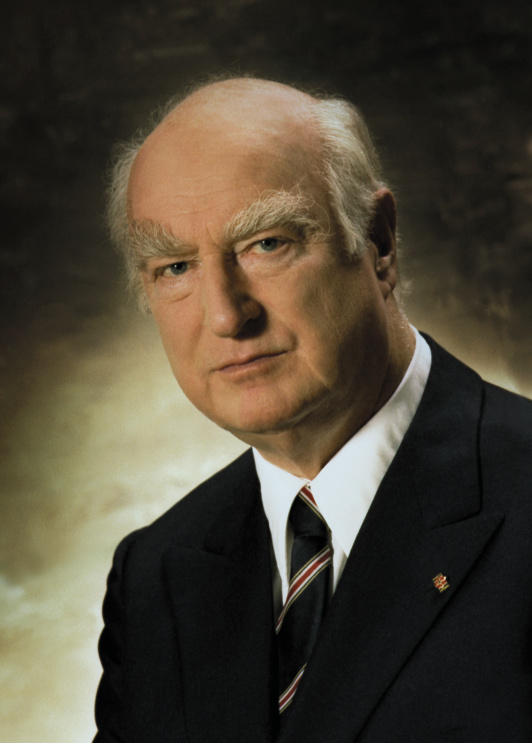
Friedrich-Karl Rogge

Am 24. September 1948 gründete Friedrich-Karl Rogge gemeinsam mit acht weiteren Gesellschaftern und Firmen die Holzfaserplattenwerk Odenwald GmbH in Amorbach. Mit zunächst 60 Mitarbeitern produzierten sie Akustik- und Dämmplatten auf Holzfaserbasis. 1960 entdeckte Rogge in den USA den Rohstoff Mineralwolle und erwarb eine Lizenz zur Produktion neuartiger Produkte. 1964 wurde der Name in Odenwald Faserplattenwerk GmbH geändert und der Kurzname OWA mit dem heutigen Logo eingeführt. Aus dieser Zeit stammt auch der Begriff „Odenwalddecke“ für die im Trockenbau erstellten Akustikdecken.
Ende der 1970er Jahre entstand eine Anlage zur eigenen Herstellung von Mineralwolle. Die „Schwarze Wolle“ aus Basalt prägte rund 20 Jahre lang das Aussehen der OWAcoustic-Platten. Seit 1994 wird Perlit, ein weiterer Rohstoff in Mineralplatten, selbst aufbereitet. 1987 übernahm Dirk Rogge, Sohn des Unternehmensgründers, gemeinsam mit Rainer A. Wagenmann die Geschäftsführung. Zehn Jahre später wurde die Produktion auf biolösliche Mineralwolle („Weiße Wolle“) umgestellt, die aus einem Gemenge aus Sand, Altglas, Dolomit und Kalk gewonnen wird.
Im Jahr 2007 trat Rainer A. Wagenmann aus der Geschäftsführung aus und Mathias Schaper, der bereits seit 2002 als stellvertretender Geschäftsführer tätig war, ein.
Der Architekt und Designer Hadi Teherani schuf im 1999 entstandenen, gläsernen Büroturm 2012 die 360°-Panorama-Ausstellung „7th Floor“ für neue Deckensysteme. Ebenfalls 2012 wurde das Bürogebäude nach LEED Gold zertifiziert und in Michelstadt (Hessen) eine zweite Produktionsanlage von OWAconstruct-Schienensystemen eröffnet. Über 470 Mitarbeiter sind zu diesem Zeitpunkt für das Unternehmen tätig.
Die Geschäftsführung wurde 2014 um Jürgen Theobald sowie Maximilian Freiherr von Funck (Enkel des Firmengründers -Friedrich-Karl Rogge) ergänzt.
2015 ging OWA mit einem eigenen Recycling-Programm von Mineralfaserplatten, dem OWA Green circle, auf den Markt. Im selben Jahr verließ Mathias Schaper das Unternehmen und Norbert Müller stieg in die Geschäftsführung ein. Müller hatte bereits seine Ausbildung bei OWA absolviert.

## Mitgliedschaften
Das Unternehmen ist Mitglied in mehreren Interessenverbänden und weiteren Verbänden, u. a. im Bundesverband mittelständische Wirtschaft und im RAL Deutsches Institut für Gütesicherung und Kennzeichnung.

## Auszeichnungen
- MIAW Award 2017 für das Produkt Corpus
- Iconic Award 2018 für die OWAconsult® collection
- iF DESIGN AWARD 2018 Kategorie Building Technology
- German Design Award 2018 für das Deckensystem Corpus
- reddot Award 2018 „Best of the Best“ für das Deckensystem Corpus
- bdia ausgesucht! 2018 für das Deckensystem Corpus
- China Good Design Award für das Deckensystem Corpus

## Zertifizierungen
- Ökoprofit Bayrischer Untermain
- Eurofins Deutschland
- RAL Gütezeichen
- Blauer Engel
- Institut Bauen & Umwelt
- Gesellschaft Schadstoff Analytics
- Green Label Australien
- Cradle to Cradle Zertifizierung*
- TÜV-Zertifizierung
- Reinraum Zertifizierung

- Bei den zertifizierten Produkten handelt es sich um Cosmos, Sternbild (Constellation), Sandila, New Sandila, Sinfonia (Octave) und Brillianto A.